# 青森県道137号七ツ館板柳線
青森県道137号七ツ館板柳線（あおもりけんどう137ごう ななつだていたやなぎせん）は青森県五所川原市大字七ツ館から北津軽郡鶴田町を経由し、板柳町に至る一般県道である。

## 概要
路線は五所川原市大字七ツ館の国道101号交点から青森県道38号五所川原黒石線に重複して始まり、北津軽郡鶴田町横萢で県道38号から西へ分岐する。路線は概ね南方向へ進み、国道339号・青森県道35号五所川原岩木線交点の五差路交差点で終点となる。

### 路線データ
以下は青森県例規集に収録されているデータである。
- 起点 : 五所川原市大字七ツ館
- 終点 : 北津軽郡板柳町
- 重要な経過地 : 北津軽郡鶴田町

## 歴史
- 1961年（昭和36年）2月10日 - 県道に認定される[1]。

## 路線状況

### 重複区間
- 青森県道38号五所川原黒石線（五所川原市大字七ツ館・起点 - 北津軽郡鶴田町横萢）
- 青森県道150号持子沢鶴田線（北津軽郡鶴田町横萢・地内）

## 地理

### 通過する自治体
- 五所川原市
- 北津軽郡
  - 鶴田町
  - 板柳町

### 交差する道路
- 国道101号（五所川原市大字七ツ館、起点）
- 青森県道160号羽野木沢梅田線（五所川原市梅田）
- 青森県道38号五所川原黒石線・青森県道150号持子沢鶴田線（北津軽郡鶴田町横萢）
- 青森県道150号持子沢鶴田線（北津軽郡鶴田町横萢）
- 青森県道158号胡桃舘鶴田線（北津軽郡鶴田町胡桃舘）
- 青森県道35号五所川原岩木線バイパス（北津軽郡板柳町赤田）
- 国道339号・青森県道35号五所川原岩木線（北津軽郡板柳町大字三千石、終点）

### 沿線の施設など
- 胡桃舘文化センター